# Україна космічна (серія монет)
Украї́на космі́чна — серія ювілейних та пам'ятних монет, започаткована Національним банком України у 2017 році. 
|                                                                 |  |  |
| Перша монета в серії - 60-річчя запуску першого супутника Землі |  |  |

## Перелік монет
Станом на вересень 2019 року серія налічує 2 нейзильберові монети.
У серію включені такі монети:
| тип             | найменування                               | метал      | номінал, гривень | дата введення в обіг |
| --------------- | ------------------------------------------ | ---------- | ---------------- | -------------------- |
| Пам'ятна монета | «60-річчя запуску першого супутника Землі» | нейзильбер | 5                | 29 серпня 2017 року  |
| Ювілейна монета | «Перший пуск ракети-носія «Зеніт-3SL»»     | нейзильбер | 5                | 19 вересня 2019 року |